# Boris Trupčević
Boris Trupčević (Zagreb, 8. lipnja 1976.) hrvatski je medijski menadžer, novinar i pisac 
Školovao se u zagrebačkoj XV. gimnaziji (MIOC), gdje je pokazao kreativnost izrađujući vlastiti fanzin. Nije uspio upisati studij novinarstva zbog slabijeg uspjeha u školi.
Svoju profesionalnu karijeru započeo je kao član redakcije pacifističkog lista Arkzin, odakle je njegov put vodio do novinarske pozicije u tek pokrenutom Jutarnjem listu. 
Trupčević je bio na vodećim pozicijama hrvatskih medijskih kuća kao što su: glavni urednik magazina Story (gdje je pokrenuo prvi hrvatski reality show „Story Supernova”), glavni urednik i predsjednik Uprave 24sata, predsjednik Uprave Večernjeg lista, direktor Styria Media Groupa za Hrvatsku. Bio je i predsjednik hrvatske Udruge novinskih izdavača i član odbora direktora u nekoliko europskih i svjetskih izdavačkih udruženja.
2021. godine preuzeo je poziciju CEO-a u tvrtki Foreo, međunarodnoj kompaniji specijaliziranoj za beauty-tech proizvode. Paralelno se bavi poslovnim konzaltingom, coachingom i mentoringom visokopozicioniranih menadžera.
Značajan preokret u životu doživio je odlukom da krene na hodočašće Putem sv. Jakova u Španjolskoj, prehodavši 1000 kilometara u 33 dana. To iskustvo rezultiralo je njegovom prvom knjigom „1000 kilometara povratka sebi”, koja se izdvaja drugačijim pristupom tematici hodočašća.